# Карен Спарк Джонс
Карен Спарк Джонс (англ. Karen Spärck Jones; 26 серпня 1935, Гаддерсфілд — 4 квітня 2007, Кембриджшир) — британська учена у галузі інформатики, дослідниця штучного інтелекту, викладачка університету. Членкиня Британської академії. Зробила значний внесок у дві галузі: інформаційний пошук (ІП) та обробку природної мови (ОПМ). В останні роки життя вона займалася інтеграцією цих напрямків в основні блок-схеми штучного інтелекту. Її найважливішим внеском є створення концепції обліку ваги слів зворотної частоти документа (IDF), яку вона описала в статті в 1972 році. Нині IDF використовується в багатьох пошукових системах — зазвичай у складі схеми TF-IDF.
Протягом своєї кар'єри в галузі інформатики Карен Спарк намагалася залучити жінок до роботи в цій галузі. Її гасло — «обчислення занадто важливі, щоб залишати їх чоловікам». Також була хорошою наставницею для студентства.

## Біографія

### Походження
Карен Спарк Джонс народилася в місті Гаддерсфілді графства Йоркшир в Англії. Її батьком був Оуен Джонс — викладач хімії, а матір'ю — норвежка Іда Спарк, яка переїхала до Великої Британії під час Другої світової війни. Оуен і Іда покинули Норвегію на одному з останніх кораблів після німецького вторгнення 1940 року.

### Кар'єра
Карен Спарк Джонс навчалася в гімназії Гаддерсфілд, а потім в Кембріджському коледжі з 1953 по 1956 рік. Там вивчала історію, але на останньому році навчання захопилася філософією (яка тоді називалася моральні науки (англ. Moral Sciences)) і після закінчення навчання прийняла запрошення Маргарет Мастерман на вступ до мовно дослідного відділу Кембриджського університету. Перш ніж перейти до дослідницької роботи в галузі інформатики, вона недовго пропрацювала вчителькою в школі.
Стаття Спарк, написана спільно з Мастерман та Нідгемом, і опублікована у 1958 році, називається «Аналогія між машинним перекладом та пошуком в бібліотеці». 1968 року Спарк перевели з ЯІОКУ в комп'ютерну лабораторію при Кембриджському університеті Ньюнгем-колледжа. До того часу вона вже 3 роки була співробітницею Ньюнгем-коледжу. А потім увійшла до Лондонської королівської спільноти. Там вона почала кар'єру в галузі інформаційного пошуку, в якій стала світовим авторитетом.
До того, як перевестися в Кембриджський університет, Спарк написала дисертацію на тему «Синонімія та семантична класифікація» 1964 року при Кембриджському мовному дослідницькому підрозділі під керівництвом Маргарет Мастерман та її чоловіка, філософа Річарда Брейтуейта. Ця робота сильно випереджала свій час і була опублікована лише 20 років потому в статті на тему штучного інтелекту в Единбурзькому університеті. Насправді це було перше застосування статистичних методів кластеризації для лексичних даних. Це було амбітною спробою створити деяке уявлення про примітивні поняття машинного перекладу на емпіричній основі. Алгоритми, які використовувала Спарк, були з теорії про «згустки» («Theory of Clumps»). Основним джерелом натхнення для Спарк був її чоловік Роджер Нідгем і її керівниця Маргарет Мастерман.

#### Концепція IDF
Карен Спарк Джонс зробила значний внесок у галузі: ІП і ОЕЯ, а також створила концепцію обліку вагів слів зворотної частоти документа (IDF), яку описала в статті в 1972 році. IDF (inverse document frequency — зворотна частота документа) — інверсія частоти, з якою деяке слово зустрічається в документах колекції. Облік IDF зменшує вагу широковживаних слів. Для кожного унікального слова в межах конкретної колекції документів існує лише одне значення ID. 
Проводиться щорічна лекція British Computer Society, названа на її честь. 

### Останні роки
Карен Спарк Джонс померла від раку 4 квітня 2007 року в місті Уіллінгемі (графство Кембриджшир). Була організована та проведена зустріч у комп'ютерній лабораторії Кембриджського університету, щоб віддати данину пам'яті та поваги.

### Особисте життя
Карен Спарк Джонс була одружена зі своїм товаришем, ученим Кембриджського університету Роджером Нідгемом. Вони побудували будинок в селі Котон (близько 3 км на захід від Кембриджа в графстві Кембриджшир, Англія). Вранці вони працювали вдома, повертаючись на робоче місце лише після полудня. Вони жили довго та щасливо в скромному дерев'яному будинку протягом багатьох років, поки шум від шосе M11 не змусив їх покинути це місце.

## Почесті
- Член британської академії, в якій вона була віцепрезиденткою у лютому 2000 року.

- Член AAAI.

- Член ECCAI.

- Очільниця Association for Computational Linguistics з 1994 року.

## Нагороди
- Премія Жерара Солтона[en] Премія Жерара Солтона (1988)
- Американська спільнота з інформатики та технологій[en] (англ.) Award of Merit (2002)
- ACL Lifetime Achievement Award (2004)
- Британська комп'ютерна спільнота[en]
- Медаль Лавлейс
- ACM-AAAI Allen Newell Award (2007)